# Vis-en-Artois
Vis-en-Artois is een gemeente in het Franse departement Pas-de-Calais (regio Hauts-de-France) en telt 552 inwoners (2004). De plaats maakt deel uit van het arrondissement Arras.

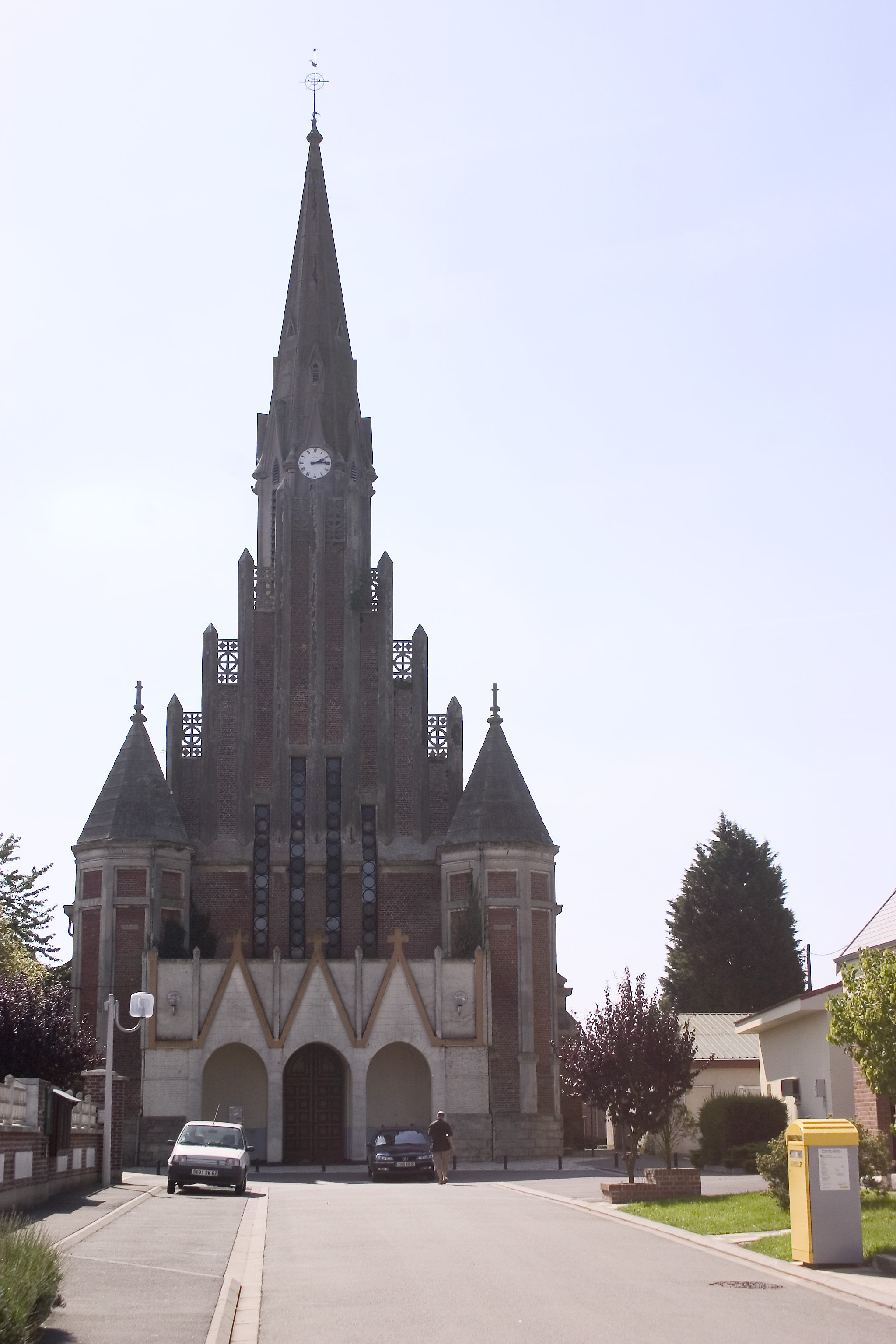
Kerk Vis-en-Artois
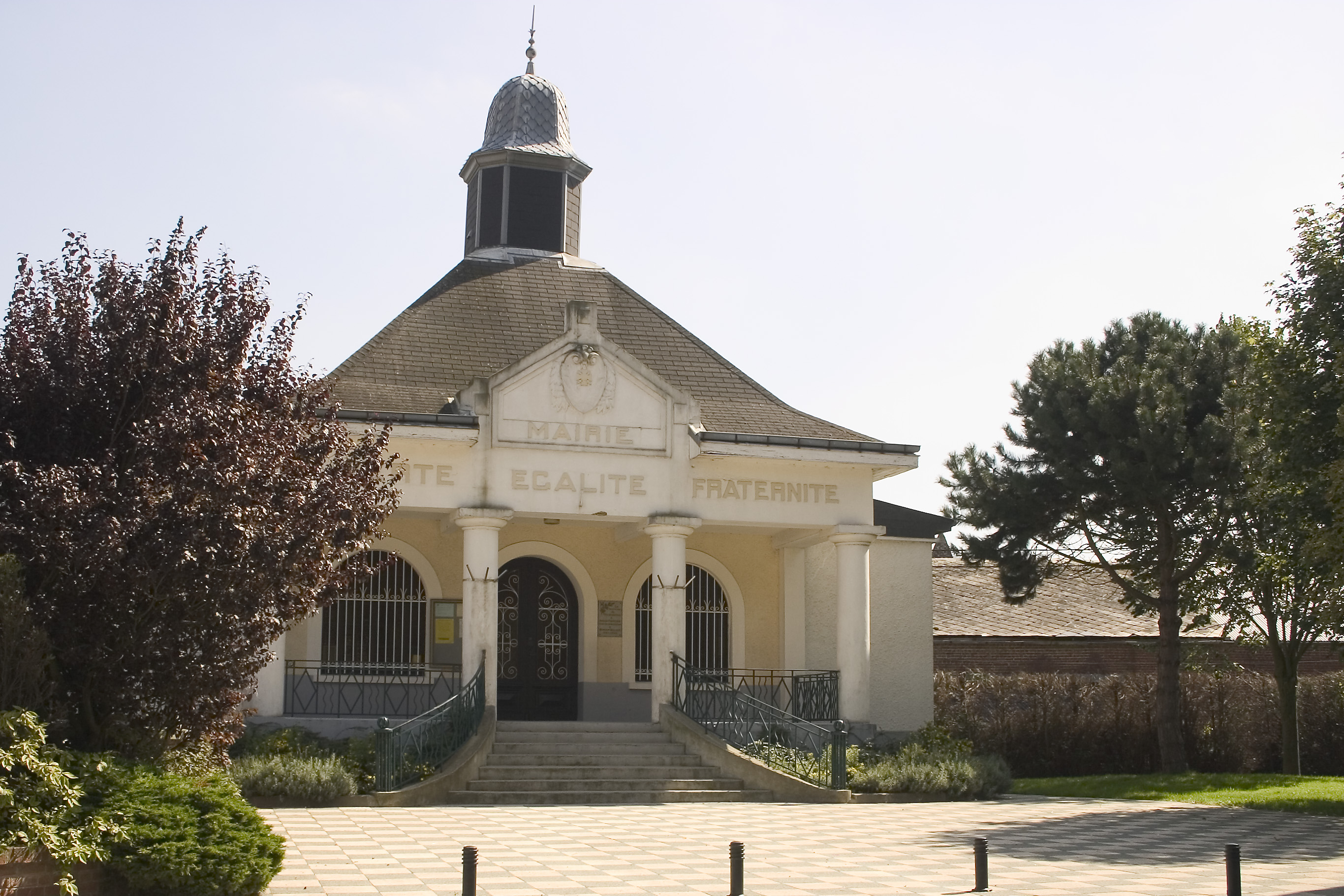
Gemeentehuis

## Geografie
De oppervlakte van Vis-en-Artois bedraagt 6,4 km², de bevolkingsdichtheid is 86,2 inwoners per km².
De onderstaande kaart toont de ligging van Vis-en-Artois met de belangrijkste infrastructuur en aangrenzende gemeenten.

## Demografie
Onderstaande figuur toont het verloop van het inwonertal (bron: INSEE-tellingen).